# Suure-Jaani
Suure-Jaani je grad u sjevernom dijelu okruga Viljandima, središnja Estonija. Nalazi se 25 km sjeverno od Viljandija.
Grad ima 1.238 stanovnika (2006.) i prostire se na 2,22 km2.
Najstariji arheološki nalazi s ovog područja datiraju iz 6. tisućljeća prije Krista. Grad se počeo razvijati oko (sada luteranske) crkve Velikog Svetog Ivana Evanđelista (njem. Gross Sankt Johannis), izgrađene prije 1300. godine. Današnje ime u širokoj uporabi počelo se koristiti tek krajem 19. stoljeća. Godine 1938. Suure-Jaani dobiva gradska prava. 
Zbog svoje male veličine Suure-Jaani nema javni gradski prijevoz. Grad ima mali autobusni kolodvor za međugradske linije. Najbliži željeznički kolodvor je u 5 km udaljenom Olustvereu.  
20-30 km jugozapadno od grada nalazi se nacionalni park Soomaa.

## Vanjske poveznice
- Službene stranice